# Aleksandr Alov
Aleksandr Alov (russisk: Александр Александрович Алов) (født 26. september 1923 i Kharkiv i det Sovjetunionen, død 12. juni 1983 i Moskva i Sovjetunionen) var en sovjetisk filminstruktør og manuskriptforfatter.

## Filmografi
- Veter (Ветер, 1959)[1][2]
- Mir vkhodjasjjemu (Мир входящему, 1961)
- Skvernyj anekdot (Скверный анекдот, 1966)
- Flugten (Бег, 1970)
- Tegeran-43 (Тегеран-43, 1981)
- Bereg (Берег, 1983)